# 日本有線大獎
日本有線大獎（日语：日本有線大賞）是1968年至2017年舉辦的日本音樂獎項，由全國有線音樂放送協會主辦，是日本重要的音樂獎項之一。該獎的頒獎典禮由TBS電視台播出。

## 簡介
由全國有線音樂放送協會（俗稱「全音協」）主辦。
評審標準是以日本有線放送第2位、加盟全音協的最大有線放送企業CANSYSTEM在上一年12月第3週到當年12月第2週的點播次數。但是日本最大的有線放送企業USEN沒有加盟全音協，反而與讀賣電視台聯合舉辦另一個有線音樂獎項——BEST HIT歌謠祭。「BEST HIT歌謠祭」的前身是全日本有線放送大獎，經常有人將這兩個大獎混淆，所以當時很多人將「全日本有線放送大獎」通稱為「大阪有線大獎」，將「日本有線大獎」通稱為「東京有線大獎」。
從2007年開始，「BEST HIT歌謠祭」的評審標準不僅包括有線點播次數，而且引入了Oricon公信榜統計的唱片銷售情況和觀眾的互聯網投票。因而「日本有線大獎」成為現時日本唯一的純粹以有線點播為標準的大型音樂獎項。
和其它音樂獎項相似，日本有線大獎設有大獎（即最高獎）、最優秀新人獎、最多點播歌手獎、最多點播歌曲獎、有線音樂優秀獎、有線音樂獎、新人獎。原則上，有線音樂優秀獎是演歌歌手和流行樂歌手各4組；有線音樂獎和新人獎是演歌歌手和流行樂歌手各2組。
至今大獎得獎者以演歌歌手為主，獲得大獎次數最多的是冰川清志，至2017年累積共9次。
2017年11月8日，TBS宣布不再播出做為音乐节目的日本有线大奖，該獎亦於同年停辦，於2019年轉型為以演歌、歌謠曲為評選對象的「日本演歌歌謠大獎」，頒獎時間也從年末改為年初。

## 歷任大會司儀
- 鈴木治彥
- 小川哲哉
- 宮崎美子
- 愛川欽也
- 渡邊徹
- 紺野美沙子
- 藥丸裕英
- 中井美穗
- 木村郁美
- 久保田智子
- 磯野貴理子（舊藝名為：磯野貴理）
- 有馬隼人
- 峰龍太
- 陣內孝則
- 小倉弘子
- Becky
- 草野仁
- 出水麻衣
- 加藤Sylwia
- 田中美奈實
- 小林悠
- 吉田明世
- 澤村一樹
- 特林德爾·玲奈（トリンドル 玲奈）
- 吉田羊

## 歷屆獲得最高大獎作品
| 屆数   | 播放日期       | 獲獎者                 | 獲獎歌曲         |
| ------ | -------------- | ---------------------- | ---------------- |
| 第1屆  | 1968年12月1日  | 森進一                 | 繁華街的布魯斯   |
| 第2屆  | 1969年12月7日  | 森進一                 | 港町布魯斯       |
| 第3屆  | 1970年12月6日  | 內山田洋&Cool Five     | 傳言中的女人     |
| 第4屆  | 1971年12月5日  | 鶴田浩二               | 傷痕累累的人生   |
| 第5屆  | 1972年12月3日  | 欧陽菲菲               | 雨中的機場       |
| 第6屆  | 1973年12月2日  | 內山田洋&Cool Five     | 來到神戶         |
| 第7屆  | 1974年12月8日  | 八代亞紀               | 相信愛           |
| 第8屆  | 1975年12月7日  | 野口五郎               | 私鐵沿線         |
| 第9屆  | 1976年12月5日  | 都春美                 | 北方旅宿         |
| 第10屆 | 1977年12月4日  | 澤田研二               | 從心所欲         |
| 第11屆 | 1978年12月3日  | 澤田研二               | Darling          |
| 第12屆 | 1979年12月2日  | 渥美二郎               | 追夢的酒         |
| 第13屆 | 1980年12月7日  | 小林幸子               | 栖木             |
| 第14屆 | 1981年12月6日  | 龍鐵也                 | 奥飛驒慕情       |
| 第15屆 | 1982年12月5日  | 細川貴志               | 北酒場           |
| 第16屆 | 1983年12月2日  | 都春美、岡千秋         | 浪花戀時雨       |
| 第17屆 | 1984年12月7日  | 鄧麗君                 | 償還             |
| 第18屆 | 1985年12月6日  | 鄧麗君                 | 愛人             |
| 第19屆 | 1986年12月5日  | 鄧麗君                 | 任時光從身邊流逝 |
| 第20屆 | 1987年12月4日  | 瀨川瑛子               | 生命紅           |
| 第21屆 | 1988年12月2日  | 桂銀淑                 | 作夢的女人       |
| 第22屆 | 1989年12月1日  | PRINCESS PRINCESS      | Diamonds         |
| 第23屆 | 1990年12月21日 | 堀內孝雄               | 情歌拼寫         |
| 第24屆 | 1991年12月6日  | 香西薰                 | 流戀草           |
| 第25屆 | 1992年12月4日  | 藤彩子                 | 心酒             |
| 第26屆 | 1993年12月3日  | 高山嚴                 | 心冷             |
| 第27屆 | 1994年12月2日  | 藤彩子                 | 花的華爾茲       |
| 第28屆 | 1995年12月1日  | 長山洋子               | 被拋棄           |
| 第29屆 | 1996年12月8日  | 射亂Q                  | 淚之影           |
| 第30屆 | 1997年12月5日  | GLAY                   | HOWEVER          |
| 第31屆 | 1998年12月4日  | 彩虹樂團               | HONEY            |
| 第32屆 | 1999年12月3日  | GLAY                   | Winter,again     |
| 第33屆 | 2000年12月15日 | 小柳由紀               | 愛情/be alive    |
| 第34屆 | 2001年12月14日 | 濱崎步                 | Dearest          |
| 第35屆 | 2002年12月13日 | 濱崎步                 | Voyage           |
| 第36屆 | 2003年12月20日 | 冰川清志               | 白雲之城         |
| 第37屆 | 2004年12月18日 | 冰川清志               | 番場的忠太郎     |
| 第38屆 | 2005年12月17日 | 冰川清志               | 面影之都         |
| 第39屆 | 2006年12月16日 | 倖田來未               | 悲夢之歌         |
| 第40屆 | 2007年12月12日 | 冰川清志               | 清志的拉網小調   |
| 第41屆 | 2008年12月17日 | EXILE                  | Ti Amo           |
| 第42屆 | 2009年12月20日 | 冰川清志               | 心跳倫巴         |
| 第43屆 | 2010年11月18日 | 冰川清志               | 虹色的Bayon      |
| 第44屆 | 2011年12月10日 | 福井舞                 | 幾度櫻花開       |
| 第45屆 | 2012年11月14日 | 冰川清志               | 櫻               |
| 第46屆 | 2013年12月11日 | 冰川清志               | 滿天的星星       |
| 第47屆 | 2014年12月20日 | 水森香織               | 島根戀旅         |
| 第48屆 | 2015年12月14日 | 三代目 J Soul Brothers | Summer Madness   |
| 第49屆 | 2016年12月5日  | 西野加奈               | Dear Bride       |
| 第50屆 | 2017年12月4日  | 冰川清志               | 男之絕唱         |

## 外部連結
- TBS日本有線大賞公式網頁 （页面存档备份，存于）